# Schweres Maschinengewehr Typ 92
Das schwere Maschinengewehr Typ 92 (japanisch 九二式重機関銃 Kyūni-shiki jū-kikanjū) ist ein luftgekühltes schweres Gasdrucklader-Maschinengewehr, das ab 1932 beim Kaiserlich Japanischen Heer und bei der Kaiserlich Japanischen Marine im Einsatz war. Es baute auf dem Design des Hotchkiss M1914 auf und war der Nachfolger des schweren Maschinengewehrs Typ 3. Das Typ 92 war das meistbenutzte Maschinengewehr der japanischen Soldaten im Zweiten Weltkrieg. Die Kadenz der Waffe war mit 400 bis 450 Schuss pro Minute relativ langsam und erzeugte ein charakteristisches Geräusch, weshalb die Waffe von den Alliierten „Woodpecker“ (Specht) genannt wurde. Die chinesischen Soldaten nannten das Maschinengewehr wegen des Aussehens des Laufes „Hühnerhals“. Die Bezeichnung Typ 92 bezieht sich auf das Jahr der Einführung innerhalb des japanischen kalendarischen Schemas im Jahre 2592 – im gregorianischen Kalender das Jahr 1932.

## Design

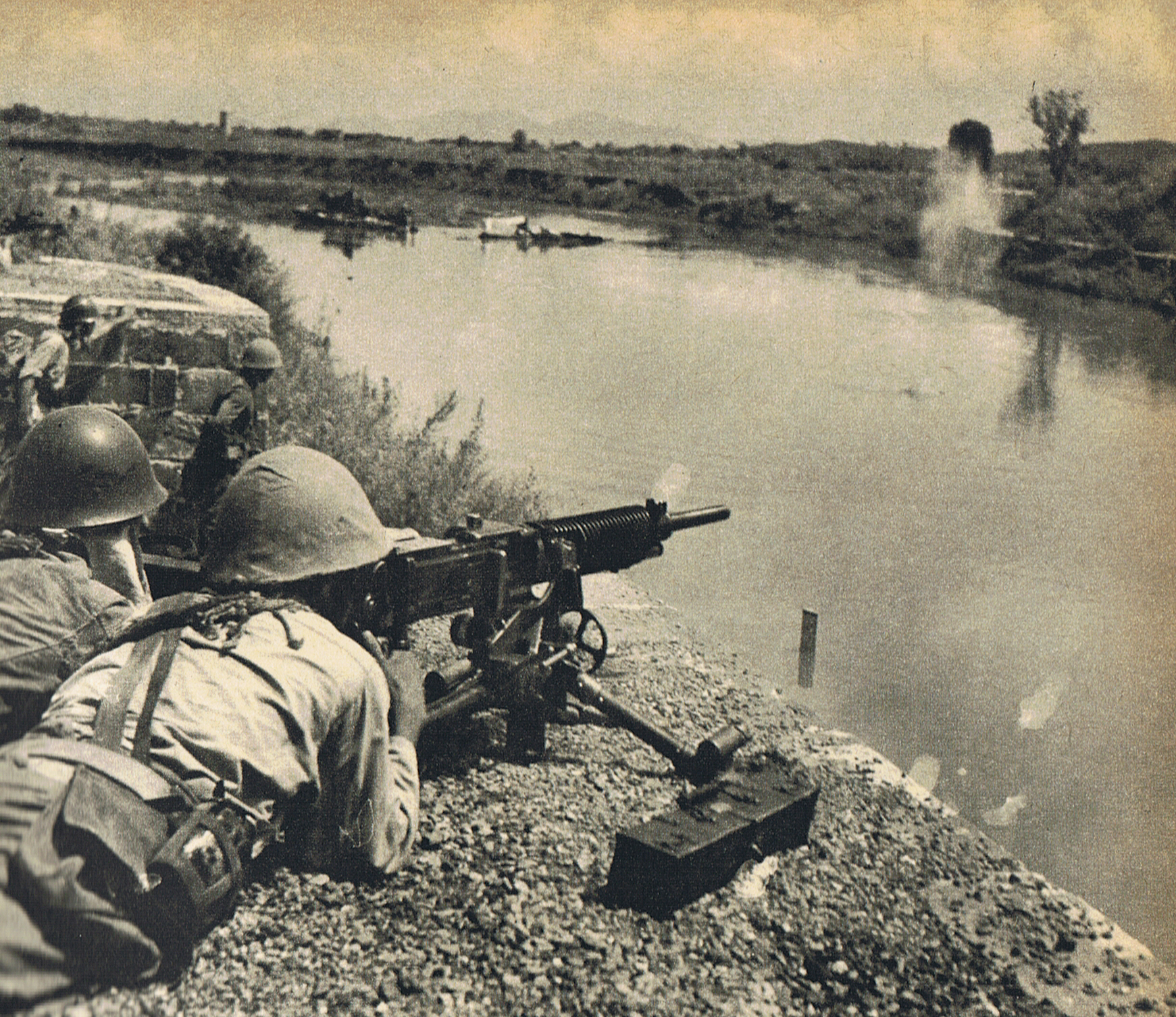
Ein Soldat der Kaiserlich Japanischen 4. Division feuert sein Typ 92 während der Chángshā-Operation, Miluo-Fluss (汨水), Húnán-Provinz, China, September 1941

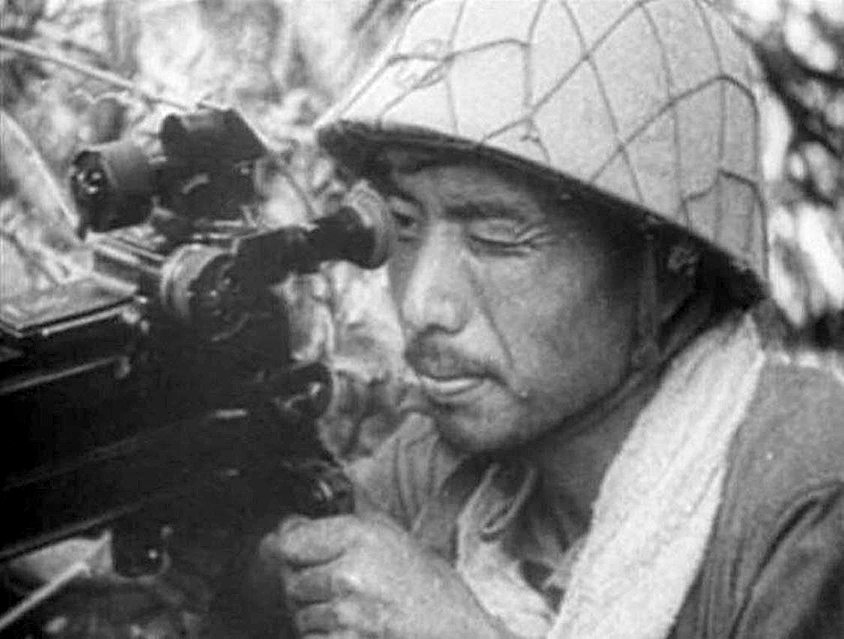
Ein japanischer MG-Schütze visiert ein Ziel durch das Zielfernrohr seines Typs 92 an. Guadalcanal, 1942.

Das Typ 92 verschießt die 7,7×58-mm-Patrone anstelle der 6,5 × 50 mm seines Vorgängers. Das größere Kaliber wurde auf Wunsch des Militärs eingeführt, um befestigte Stellungen und leichtgepanzerte Fahrzeuge bekämpfen zu können. Eine weitere Verbesserung war die Anbringung von zwei einklappbaren Pistolengriffen für die Führung der Waffe. Im Gegensatz zum Typ 3 besaß das Typ 92 eine Sicherung, die mit dem Daumen betätigt werden konnte. Wie das Typ 3 hat das Typ 92 zwei verschiedene Visiere: ein einklappbares Reflexvisier für den Einsatz als Flugabwehr-MG und ein offenes Visier an der rechten Seite des Laufes, dessen Schiebekimme von 300 bis zu 2700 Metern eingestellt werden konnte. Beide Visiere waren permanent angebracht.
Die effektive Reichweite wird mit 800 Metern angegeben. Es konnten verschiedene optische Visiere wie ein Periskop oder ein Zielfernrohr angebracht werden. Das Typ 92 wurde inklusive Dreibein an speziellen Griffen von drei bzw. vier Soldaten getragen und war nach Absetzen der Waffe sofort einsatzbereit.
Obwohl die Waffe robust und zielsicher war, gab es Probleme, die die Effektivität der Waffe einschränkten. Der Patronenstreifen fasste nur 30 Schuss und war schnell verschossen. Beim Nachladen konnte es leicht zu Ladehemmungen kommen. Um dem gegenzuwirken, wurden die Geschosse bei der Produktion mit einer leichten Ölung versehen. Dies führte jedoch zur weiteren Verschlimmerung des Problems, da die eingeölten Patronen Schmutz anzogen und dieser die Waffe verunreinigte. Die Folge waren noch mehr Ladehemmungen.
Hersteller des Typs 92 war unter anderem Tokyo Gas and Electric.
Der direkte Nachfolger des Typ 92 war das schwere Maschinengewehr Typ 1, bei dem das Gewicht der Waffe um fast 50 % reduziert wurde.
| Herstellungszahlen des Typ 92 sMG |      |      |      |      |        |        |        |        |        |        |        |        |        |           |
| Jahr                              | 1933 | 1934 | 1935 | 1936 | 1937   | 1938   | 1939   | 1940   | 1941   | 1942   | 1943   | 1944   | 1945   | Insgesamt |
| Stückzahl                         | 0816 | 0157 | 0814 | 0503 | 01.418 | 02.054 | 02.695 | 04.036 | 01.550 | 07.650 | 11.600 | 02.712 | 01.340 | 37.345    |